# Siedlung Permoserstraße
Die Siedlung Permoserstraße ist eine Wohnsiedlung in der Stadt Ingolstadt. Sie wurde ab 1993 im Auftrag der Bayerischen Staatsregierung durch namhafte Vertreter der Moderne, teilweise unter Verwendung experimenteller Materialien, errichtet.

## Lage
Die Siedlung Permoserstraße befindet sich am nordwestlichen Rand Ingolstadts in der Nähe zum Gelände des Sportvereins TV 1861 Ingolstadt und zum Westpark.

## Geschichte
1993 wurde durch die Bayerische Staatsregierung das Programm „Siedlungsmodelle“ aufgelegt. Mit dem Programm sollte eine langfristige ökologische, ökonomische und soziale Entwicklung unterstützt werden. Die Gebäude sind gemäß Niedrigenergiehausstandard ausgeführt und die Fernwärme wird aus einem Blockheizkraftwerk eingeführt. Um Trinkwasser zu sparen, wurde in den Bauabschnitten 1 – 3 ein zweiter Wasserkreislauf mit Regenwasser installiert. Die Gebäude sind größtenteils in neuester Holzrahmenbauweise ausgeführt.
Im Jahr 2001 gewann das Architekturbüro Blauwerk Architekten den international bekannten Nachwuchswettbewerb Europan.

## Beteiligte Architekten
- Blauwerk Architekten / Kern und Schneider Architekten, München
- Bäuerle · Lüttin, Konstanz
- Peter Gasteiger, München
- Andreas Mühlbauer, Ingolstadt
- Beck-Enz-Yelin-Rothgang, München
- Hermann Schröder, München
- Sampo Widmann, München

## Liste der Gebäude
Das städtebauliche Konzept wurde von den Konstanzer Architekten Bäuerle · Lüttin entwickelt. Die einzelnen Häuser wurden von verschiedenen Architekten jeweils individuell gestaltet. Walter Bamberger war als Elektroplaner an der Dr. Wilhelm-Reissmüller-Wohnstätte beteiligt.
| Architekt                                               | Landschaftsarchitekt                   | Ingenieur                     | Adresse                                                                    | Gebäudetyp | Foto      |
| ------------------------------------------------------- | -------------------------------------- | ----------------------------- | -------------------------------------------------------------------------- | ---------- | --------- |
| Blauwerk Architekten                                    | grabner + huber landschaftsarchitekten | Johann Grad                   | Permoserstraße 61, 63                                                      | Reihe      |           |
| Blauwerk Architekten                                    |                                        |                               | Permoserstraße 39                                                          | Solitär    |           |
| Blauwerk Architekten                                    |                                        |                               | Permoserstraße 41, 43                                                      | Reihe      |           |
| Andreas Mühlbauer                                       |                                        | Michael Heubl                 | Clara-Wieck-Straße 1, 2, 3, 4, 5, 6, 11, 15, 16, 21                        | Reihe      |           |
| Kern und Schneider Architekten mit Blauwerk Architekten |                                        |                               | Äußerer Buxheimer Weg 44F, 46, 48, 50                                      | Reihe      | 2002–2005 |
| Peter Gasteiger                                         | Landschaftsentwicklung Kroitzsch       | Planungsbüro Fischer          | Clara-Wieck-Straße 7, 8, 9, 10, 12, 13, 14, 17, 18, 19, 22, 23, 24, 25, 26 | Reihe      |           |
| Bäuerle · Lüttin                                        | Pit Müller                             | Helmut Fischer                | Richard-Strauss-Straße 65                                                  | Zeile      |           |
| Bäuerle · Lüttin                                        | Pit Müller                             | Helmut Fischer                | Richard-Strauss-Straße 67, 69, 71, 73, 75, 77, 79, 81                      | Zeile, Hof |           |
| Beck-Enz-Yelin-Rothgang                                 | Wolfgang Weinzierl                     | Sailer-Stephan-Bloos, München | Richard-Strauss-Straße 37                                                  | Solitär    |           |
| Hermann Schröder und Sampo Widmann                      |                                        |                               | Permoserstraße 49, 51, 53, 55, 57, 59, 61, 63, 65, 67, 69, 71, 73, 75      | Zeile, Hof |           |
| Beck-Enz-Yelin-Rothgang                                 |                                        | Martinka + Grad               | Äußerer Buxheimer Weg 10, 12, 14, 16, 20, 22, 24, 26, 27, 28, 29, 30, 36,  | Zeile      |           |
| Beck-Enz-Yelin-Rothgang                                 |                                        |                               | Äußerer Buxheimer Weg 40                                                   | Solitär    |           |
|                                                         |                                        |                               |                                                                            | Brücke     |           |

## Auszeichnungen und Preise
- 1996: Deutscher Bauherrenpreis[20]
- 1999: Anerkennung  – Deutscher Fassadenpreis
- 2001: Anerkennung  – Ligna Plus Award
- 2002: Holzbaupreis Bayern
- 2004: Deutscher Bauherrenpreis[21]
- 2017: German Design Award[22]

## In der Nähe
- 1971–1972: Sir-William-Herschel-Mittelschule von Elfinger & Zahn, Rausch und Zitzelsperger[23]
- um 1975: Sportanlage TV 1861 Ingolstadt
- 1989: Wohnanlage von Clemens Häusler[24]
- 2006: Lern-Ausbildungszentrum von Diezinger & Kramer mit Landschaftsarchitekt Wolfgang Weinzierl[25]
- 2011: Westpark Ingolstadt von Helmut und Klaus Stich mit Landschaftsarchitekt Wolfgang Weinzierl und Ingenieur Michael Heubl[26]

## Weitere Siedlungen
- Siedlung Halen
- Siedlung Seldwyla
- Siedlung Törten
- Weißenhofsiedlung
- Werkbundsiedlung Neubühl
- Werkbundsiedlung Prag
- Werkbundsiedlung Wien